# Echeng (Ezhou)
Echeng (chiń. upr. 鄂城区; chiń. trad. 鄂城區; pinyin Èchéng Qū) – dzielnica w południowo-wschodniej części prefektury miejskiej Ezhou w prowincji Hubei w Chińskiej Republice Ludowej. Według danych z 2010 roku, liczba mieszkańców dzielnicy wynosiła 668727.